# Reign in Blood
Reign in Blood (укр. Царство у крові) — третій студійний альбом американського треш-метал-гурту Slayer, який з'явився у продажу 7 жовтня 1986 року. Цей запис є дебютом колективу, що вийшов на мейджор-лейблі Def Jam Recordings.
Критики та шанувальники гурту прийняли альбом дуже добре. Позитивним оглядам сильно посприяла поява нового продюсера — Ріка Рубіна. Завдяки йому, на гурт Slayer звернула увагу основна маса шанувальників металу. 20 листопада 1992 року альбом Reign in Blood став «золотим» за класифікацією Американської асоціації компаній звукозапису.
Випуск альбому Reign in Blood був затриманий через суперечки, викликані обкладинкою та тематикою пісень. Перша пісня альбому, «Angel of Death», яка оповідає про доктора Йозефа Менгеле і його жахливі експерименти над в'язнями Освенциму, стала причиною звинувачень учасників Slayer в підтримці нацизму. Однак гурт дуже часто спростовував ці звинувачення, вказуючи, що учасники не підтримують нацизм, а лише цікавляться ним.
Reign in Blood став першим альбомом Slayer, який потрапив до хіт-параду Billboard 200, сягнувши 94 місця.

## Зміна звукозаписної компанії
Після випуску успішного альбому «Hell Awaits», продюсер гурту Браян Слейґел (англ. Brian Slagel) прийшов до висновку, що з наступним релізом для Slayer настане «великий час». Слейґел почав вести переговори з декількома звукозаписними компаніями, в тому числі з новим лейблом Ріка Рубіна та Рассела Саймонса — Def Jam Recordings, який на той час був, переважно, лейблом хіп-хопу.
Барабанщик Slayer Дейв Ломбардо знав про інтерес Рубіна до гурту та сприяв встановленню контакту, в той час як інші учасники були стривожені майбутньою зміною лейбла
.
Ломбардо зв'язався з представництвом Columbia Records — дистриб'ютором Def Jam Recordings — і зумів налагодити гарні стосунки з Ріком Рубіном, який погодився разом з фотографом Ґленом Фрідманом (англ. Glen E. Friedman) відвідати один з концертів Slayer. Фрідман в минулому продюсував дебютний альбом гурту Suicidal Tendencies, а Том Арайа був запрошений на знімання кліпу до синглу «Institutionalized» з цього альбому. Тоді ж Рубін і запитав у Фрідмана, чи знає той про Slayer.
Гітарист Джефф Ганнеман був здивований зацікавленістю Рубіна до гурту Slayer, особливо враховуючи його роботу з виконавцями хіп-хопу: Run DMC та LL Cool J.
Під час візиту Слейджела до Європи Рубін поговорив безпосередньо з учасниками гурту та переконав їх підписати контракт з Def Jam. Услід за укладенням контракту Фрідман приїхав на два дні в Сієтл разом з учасниками Slayer, щоб зробити маркетингове фото- та відеознімання для майбутнього турне. Одна із зроблених фотографій була поміщена на задній обкладинці альбому 1988 року — South of Heaven.

## Історія створення
Готуючи матеріал для платівки, гітаристи Джефф Ганнеман та Керрі Кінг джемували в гаражі Тома Араї. Частину напрацювань Ханнеман зробив, сидячи в спальні та використовуючи новомодну на той час драм-машину. Після того, як були підготовлені демо-версії 10 пісень, до репетицій підключилися барабанщик Дейв Ломбардо та басист-вокаліст Том Арая. Музиканти показали матеріал Слейджелу та повідомили, що саме так буде виглядати їх новий альбом. Після від'їзду Слейджела в Європу, з учасниками Slayer зв'язався Рік Рубін, з яким вже був підписаний контракт.
Reign in Blood записувався з січня по березень 1986 року: три тижні в Лос-Анджелесі і два в Нью-Йорку. Гурт працював в студії Hit City West, Західний Голівуд. Основним обладнанням служив 24-канальний аналоговий пульт. Гурт Slayer грав наживо в кімнаті середніх розмірів та стелею заввишки 4,5 метра. Гітарні соло записувалися у спеціальній великій кабіні і в маленькій кабіні для запису вокалу. Гітаристи та басист працювали переважно ночами, не з'являючись раніше 10-ї вечора (вночі студійний час оплачувався за пільговим тарифом). Запис ударних, в процесі якого брали участь лише Ломбардо та Рубін, як правило, починався з другої години дня.
У процесі роботи над записом бачення альбому продюсером та учасниками гурту часто не збігалося, що приводило до невеликих конфліктів. Так Рубін наполягав на максимальній кількості гітарних соло. Пізніше Джефф Ганнеман згадував: «Була б воля Рубіна, він би взагалі прибрав всі ритм-гітари. Взяти, приміром, гітарний брейк в пісні „Angel of Death“ — в оригіналі там гітарне соло. Тільки соло і вокал Тома. Так повинно було бути за задумом Ріка». Крім того Ганнеман наполягав на додаванні реверберації ритм-гітари в композиції «Jesus Saves». Рубін, категоричний противник цього ефекту, пояснив, що реверс послаблює звучання. В результаті музиканти записали два варіанти, порівняли їх і зупинилися на пропозиції продюсера: записувати без реверберації.
Альбом Reign in Blood став найкоротшим у всій дискографії Slayer: його загальна тривалість становить 28 хвилин. Керрі Кінг, знав загальну тенденцію про записування альбому тривалістю близько однієї години. Але все ж вважав, що «з цим можна не погодитися; можна істотно вкоротити пісні і при цьому отримати набагато більш вражаючий альбом, що і вдалося Slayer». Ханнеман в одному з інтерв'ю зізнався, що, хоча учасники його гурту в той час і слухали музику Metallica та Megadeth, вони знаходили повторення рифів (певною мірою властиве цим колективам) втомлюючим: «Якщо ми граємо куплет два або три рази, нам стає нудно. Ми не намагалися вкорочувати пісні, просто нам так подобалося». Коли запис альбому був завершений, гурт зустрівся з Ріком Рубіном, який запитав: «Ви розумієте, наскільки короткий цей альбом?», на що учасники Slayer лише, переглянувшись, відповіли: «Ну і що?». Весь альбом вмістився на одну сторону касети; Кінг вважав це безперечною перевагою: «Альбом можна було прослухати, перевернути касету, і включити ще раз».

### Особливості композицій
Цей альбом став першим професійним досвідом роботи з виконавцями металу для Ріка Рубіна. Його свіжі ідеї позначилися на звучанні музики Slayer, яке багато в чому змінилося. Критик Allmusic Стів Х'ю вважає, що завдяки Ріку Рубіну пісні нового альбому стали швидшими та важчими, а звук — чистішим, виразнішим. Новий звук сильно контрастував з попередніми релізами гурту, але це не зашкодило позитивному сприйняттю альбому слухачами.

## Тематика пісень
Тематика пісень «Reign in Blood» включає роздуми про смерть, божевілля і вбивства. Перша пісня «Angel of Death» воскрешає картини нелюдських медичних дослідів над людьми, які в Освенцімі проводив нацистський лікар Йозеф Менгеле, прозваний в'язнями концтабору «ангелом смерті» (англ. «the Angel of death»). Пісня викликала звинувачення музикантів в симпатіях до нацистів та расизму, які супроводжують гурт і дотепер. На написання «Angel of Death» Ханнеман надихнули книги про Менгеле, які він прочитав під час попереднього концертного турне. Пізніше сам музикант зізнався: «Складаючи ці рядки, я не збирався стверджувати очевидні істини, мій текст — звичайне оповідання. Всі знають про те, що Йозеф Менгеле — поганий хлопець. Проте вчергове звинувачувати його (тим більше в тексті пісні) було б просто нерозумно. Я вирішив, що „Angel of Death“ стане прекрасним документом, який ілюструє історію, але при цьому не має нічого спільного з моральною оцінкою подій, що відбувалися».
Тематика решти пісень була витримана в тому ж дусі: церемоніальна смерть на жертовному вівтарі Сатани («Altar of Sacrifice»), жорстка конфронтація з християнською догмою («Jesus Saves»), «відкритий-лист» маніяка-вбивці («Criminally Insane»), воскресіння заради помсти та нових жертв («Reborn»), набуття свого «я» після смерті («Postmortem») та переродження душі під кривавим дощем заради Царства у крові («Raining Blood»).

## Обкладинка
Дистриб'ютор Def Jam Recordings, Columbia Records, відмовився видавати альбом через зухвалу тематику пісень і жорстоку обкладинку. В кінцевому рахунку альбом Reign in Blood поширювався Geffen Records; однак через розгортання хвилі критики він не з'явився в списку видань цієї компанії.
Як ілюстратор обкладинки альбому був запрошений Ларрі Керролл, який в той час малював політичні ілюстрації для The Progressive, Village Voice та Нью-Йорк Таймс. Він прийшов до музикантів, маючи при собі два малюнки. Учасники Slayer попросили його об'єднати ці малюнки в один. Ларрі Керролл пізніше згадував, що, коли музиканти вперше побачили запропоновану ним обкладинку, комусь із них вона дуже не сподобалася. Однак коли хтось інший з музикантів показав картинку своїй мамі, вона сказала, що малюнок виглядає «огидно та неправильно» — після цього гурт остаточно затвердив запропонований художником варіант. Поки Керолл працював над малюнком, дизайнер Стів Байрам придумував форму та побудову конверта. Уродженець Нью-Йорка, Байрам до того часу не так давно закінчив роботу над конвертом Licensed to Ill Beastie Boys. Він наділив Reign in Blood своїм унікальним стилем, поєднуючи графічні комікси, мультфільми та пекельний жах.

## Реліз
Несподівані проблеми створила композиція «Angel of Death» якраз тоді, коли альбом був готовий. Президент Columbia Records Ел Теллер (батьки якого, євреї за національністю, стали жертвами Голокосту) вважав її образливою. Його думку підтримав й представник Columbia Records — Волтер Йетнікофф, теж єврей за національністю, який вказав, що серед акціонерів компанії багато євреїв, яким не сподобається згадка Освенцима та нацизму. Отримавши відмову від найбільших дистриб'юторів, Рік Рубін був змушений шукати новий лейбл задля контракту і в підсумку зупинив свій вибір на Geffen Records — конкурентах CBS. Те, що президент компанії Девід Гіффен також був єврейського походження, цього разу не стало перешкодою для співпраці. Хоча через критику «Reign in Blood» так і не з'явився в каталозі альбомів цієї компанії.
Під час гастролей на підтримку платівки різні релігійні гурти пікетували концерти Slayer, а великі мережі магазинів Wal-Mart та Kmart відмовилися продавати альбом.
Попри те, що пісні з Reign in Blood не звучали в радіоефірі, він став першим релізом Slayer, який потрапив в чарт Billboard 200, дебютувавши там на 127 рядку. На шостому тижні альбом сягнув рекордного 94 рядку.
Найвищу позицію альбом посів на британському чарті UK Albums Chart — 47-е місце. 20 листопада 1992 «Reign in Blood» отримав статус «золотого» в США за сертифікаціями Американської асоціації компаній звукозапису.

## Відгуки критиків
Reign in Blood був тепло прийнятий як шанувальниками гурту, так і музичними журналістами. У своїй рецензії Стів Х'ю, співробітник All Music Guide, оцінив альбом п'ятьма балами з п'яти можливих. Альбом був названий ним «незаперечною класикою жанру». Критик видання Stylus Magazine Клей Джервіс дав альбому оцінку «A+», охрестивши його «визначальним жанром» та просто «найвеличнішим альбомом всіх часів у металі». Адрієн Бегранд з PopMatters відзначив, що перша композиція альбому «Angel of Death» «є пам'ятником в історії металу». На його думку, гра барабанщика Дейва Ломбардо в цій пісні «мабуть, найпотужніша партія ударних з усіх, що були коли-небудь записані», а гітарні рифи Ханнемана та Кінга «складні та цікаві».
Журналіст Джефф Бартон, назвавши Reign in Blood класикою стилю треш-металу, дав альбому таку характеристику: "Це не просто чудовий треш-альбом, це взагалі один з найкращих металевих альбомів усіх часів… Альбом нагадує зривання з височини до кар'єру; пісня «Angel of Death» просто-на-просто розплавляє мізки; і в результаті альбом триває всього 25 хвилин. Але уявіть, що весь цей час ви стоїте під лопатями генератора вітряної електростанції, і вони методично розщеплюють ваш череп на шматки. Саме таке відчуття викликає «Reign in Blood».
Коли Керрі Кінга запитали, що стало запорукою успіху «Reign in Blood» і чому з плином часу він не втрачає своєї популярності, музикант відповів:
|  | Якби Reign in Blood вийшов сьогодні, він абсолютно нікого б не зацікавив. Вся справа в своєчасності. Альбом «Reign in Blood» зовсім змінив звучання музики в цьому стилі. На момент випуску в треш не було жодної платівки з такою гарною якістю звуку. Все це в сукупності сприяло успіху третього альбому Slayer. Оригінальний текст (англ.) If you released Reign in Blood today, no one would give a shit. It was timing; it was a change in sound. In thrash metal at that time, no one had ever heard good production on a record like that. It was just a bunch of things that came together at once. |

### Схвалення
| Видавець       | Країна          | Список                                                     | Рік  | Місце |
| -------------- | --------------- | ---------------------------------------------------------- | ---- | ----- |
| Kerrang!       | Велика Британія | 100 найкращих хеві-метал альбомів всіх часів               | 1989 | 27    |
| Spin           | США             | 100 найвизначніших альбомів з 1985 по 2005                 | 2005 | 67    |
| Q              | Велика Британія | 50 найважчих альбомів усіх часів                           | 2001 | *     |
| IGN            | США             | 25 найкращих метал-альбомів                                | 2007 | 7     |
| Роберт Даймері | США             | 1001 альбом, які вам слід прослухати перед тим, як помрете | 2005 | *     |
| Rolling Stone  | Німеччина       | 500 найкращих альбомів всіх часів                          | 2004 | 96    |
| Kerrang!       | Велика Британія | Альбоми року                                               | 1986 | 2     |
| Spex           | Німеччина       | 100 альбомів століття                                      | 1999 | 12    |

* немає рейтингу

## Відхід Ломбардо
Slayer вирушив в турне «Reign in Pain» (переклад з англ. — Царство в болі) разом з гуртом Overkill в США і Malice в Європі. Вони також грали «на розігріві» у W.A.S.P. під час їх американського туру в 1987 році. Але через місяць гастролей ударник Дейв Ломбардо покинув гурт, пояснивши свій відхід тим, що в Slayer він заробляв недостатньо, враховуючи те, що він недавно одружився. Щоб закінчити турне, музиканти запросили до себе барабанщика гурту Whiplash — Тоні Скагліоне (англ. Tony Scaglione).
Продюсер Рік Рубін щодня дзвонив Ломбардо, запевняючи його в тому, що він повинен повернутися в Slayer. Такої ж точки зору дотримувалася і дружина музиканта. Під її впливом Дейв Ломбардо повернувся до гурту в 1987 році. Почувши про згоду ударника на повернення до гурту, Рік Рубін приїхав до нього додому, посадив його у свій Порше та відвіз на репетицію.

## Виконання на концертах
Пісні «Angel of Death» та «Raining Blood» постійно додавалися до списків композицій у програмі концертів. Їх виконання наживо особливо подобалося Ханнеманн.
Гурт зіграв цілий альбом «Reign in Blood» під час турне «Still Reigning», яке проходило наприкінці 2004 року. 2004 року під такою ж назвою було видано концертний DVD, який містив фінальне виконання «Raining Blood», під час якого все обладнання та музиканти поливалися червоної бутафорською кров'ю з спеціально розроблених гідрантів
.
Кінг пізніше зізнавався, що вперше ідею про відіграння на концерті всього альбому запропонував їх менеджер, але гурт його не підтримав. Але в результаті учасники Slayer вирішили додати своїм концертам трохи елементів несподіванки і прийняли ідею менеджера, а також його пропозицію щодо залиття сцени «кров'ю».
Учасники гурту Slayer часто говорили, що їм подобається грати на концертах всі композиції з альбому «Reign in Blood» (хоча іноді піснями цього альбому гурт нехтував через нестачу часу).
Ганнеман говорив:
|  | Ми як і раніше насолоджуємося грою всіх цих пісень на концертах, все граємо, граємо, граємо їх... Це гарні пісні, вражаючі! Якщо б це були мелодійні пісні, під які зал повинен плескати в долоні, ми б з глузду з'їхали грати їх на кожному концерті. Але ж вони — бам-бам-бам-бам — такі швидкі й важкі! |

## Вплив
Reign in Blood вважається критиками одним з найбільш впливових та екстремальних альбомів жанру треш-метал
В інтерв'ю 1994 року на питання про те, наскільки їх пригнічує усвідомлення того, що творчий рівень, заданий альбомом Reign in Blood, необхідно постійно підтримувати, гітарист Керрі Кінг відповів, що Slayer не намагалися його перевершити, а лише складали пісні, не замислюючись про подібні речі.
Вокаліст угорського металкор-гурту Ektomorf Золтан Фаркаш (угор. Zoltán Farkas) вважає, що Reign in Blood зробив найбільший вплив на нього як на музиканта.
Пол Мазуркевич, барабанщик дез-метал-гурту Cannibal Corpse, говорив, що гра Дейва Ломбардо на цьому альбомі Slayer надихає його, допомагає самому грати швидше.

Білл Стір, лідер британського ґрайндкор-гурту Carcass, в одному з інтерв'ю зазначав: 
|  | «Хоча Slayer ніколи не були дезовим гуртом, вони мають пряме відношення до появи цього жанру на світ. Це було сказано мільйон разів, але Reign in Blood є дуже серйозним альбомом, і до цього дня існує безліч гуртів, які намагаються досягти хоча б 10 % тієї агресії, яку Slayer втілили в своєму класичному альбомі». |

Барабанщик Пол Бостаф, учасник гурту Slayer в період з 1992 року по 2001-й, вперше почув Reign in Blood, коли був у складі музичного колективу Forbidden. Під час однієї з вечірок Бостаф почув музику, яка доносилися з сусідньої кімнати. Увійшовши туди, він підійшов до гітариста Forbidden Крейга Лочічеро (англ. Craig Locicero) та запитав, що ж це грає. Лочічеро викрикнув: «Новий альбом Slayer». Послухавши трохи, Пол глянув на Крейга та зробив висновок, що у цього гурту «не все гаразд з головою» (англ. ...the band was «fucked»).
Курт Вандерхуф, лідер групи Metal Church, дав альбому наступну оцінку: «Reign In Blood спродюсований просто унікально! Але іноді музиканти переборщують зі швидкістю, так то майже неможливо почути хороші рифи». Анджела Ґоссоу, вокалістка гурту Arch Enemy, оцінила альбом як епохальну подію в історії треш-металу: «Найкращий треш-метал альбом на всі часи. Ця віха визначила розвиток всього жанру; безжалісний напад чудових металевих рифів. Багато гуртів копіюють цей альбом, але у них ніколи не вийде зіграти з такою ж садистською манерою».

### Вплив на популярну культуру
Американська виконавиця Торі Еймос зробила кавер-версію на пісню «Raining Blood», яка увійшла в її збірку 2001 року Strange Little Girls. Кінг зізнався, що визнав кавер дивним: «Мені знадобилося півтори хвилини, щоб знайти момент, за яким я дізнався, що це наша пісня. Це моторошно. Якщо б вона не сказала нам, ми б ніколи цього і не дізналися». Гурту, однак, кавер сподобався в достатній мірі, щоб музиканти відправили Торі Амос фірмові футболки Slayer. На цю пісню також робили кавери Malevolent Creation, Chimaira, Vader, Reggie and the Full Effect та Erik Hinds.
У 2005 триб'ют-гурт Slayer під назвою Dead Skin Mask випустила альбом з вісьмома треками з Reign in Blood, включаючи «Angel of Death». Дез-метал гурт Monstrosity записала кавер-версію цієї пісні у 1999 році. «Angel of Death» також ввійшла до збірника 2006 року гурту Apocalyptica — Amplified // A Decade of Reinventing the Cello. До складу триб'ют-альбому Al Sur Del Abismo (Tributo Argentino A Slayer) , складеного лейблом Hurling Metal Records, увійшли 16 пісень Slayer, виконаних аргентинськими метал-гуртами, включаючи версію «Angel of Death», виконану колективом Asinesia. Новозеландський драм-енд-бейс-дует Concord Dawn записав кавер на «Raining Blood» для свого альбому Uprising, що вийшов 2003 року.
Композиція «Angel of Death» увійшла в саундтрек відеогри Tony Hawk's Project 8.
Нолан Нельсон (англ. Nolan Nelson), підбирав для неї пісні, говорив про «Angel of Death»: «одна з найкращих пісень метала. Не знаєте, хто такі Slayer? Тоді мені вас шкода». «Raining Blood» ввійшла до плейлиста радіостанції «V-Rock» гри Grand Theft Auto: Vice City. Пісня також зустрічається в 127-му епізоді South Park «Die Hippie, Die» (англ. Помри, хіпі, помри), показаному 2005 року. Керрі Кінг знайшов цю серію South Park забавною: «Приємно бачити, що пісні знайшли хороше застосування; якщо ми можемо налякати хіпі, значить ми виконали свою роботу».
Пісня «Angel of Death» звучить в кількох фільмах, наприклад, Гремліни 2 (коли Mohawk перетворюється на павука), Jackass: The Movie (епізод з автомобілями) та документальному фільмі Soundtrack to War, що вийшов 2005 року.
«Raining Blood» ввійшла доGuitar Hero III: Legends of Rock і вважається однією з найскладніших пісень для виконання в цій грі.
Повторювана частина гітарного рифа з композиції «Angel of Death» зустрічається в пісні «She Watched Channel Zero» реп-групи Public Enemy.
Аналогічно, рифи з «Angel of Death» та «Criminally Insane» використовувалися колективом KMFDM на їх треку 1990 року «Godlike».

## Список композицій
| #   | Назва                | Автор слів     | Автор музики   | Тривалість |
| --- | -------------------- | -------------- | -------------- | ---------- |
| 1.  | «Angel of Death»     | Ганнеман       | Ганнеман       | 4:51       |
| 2.  | «Piece by Piece»     | Кінг           | Кінг           | 2:02       |
| 3.  | «Necrophobic»        | Ганнеман, Кінг | Ганнеман, Кінг | 1:40       |
| 4.  | «Altar of Sacrifice» | Кінг           | Ганнеман       | 2:50       |
| 5.  | «Jesus Saves»        | Кінг           | Ганнеман, Кінг | 2:54       |
| 6.  | «Criminally Insane»  | Ганнеман, Кінг | Ганнеман, Кінг | 2:23       |
| 7.  | «Reborn»             | Кінг           | Ганнеман       | 2:11       |
| 8.  | «Epidemic»           | Кінг           | Ганнеман, Кінг | 2:23       |
| 9.  | «Postmortem»         | Ганнеман       | Ганнеман       | 3:28       |
| 10. | «Raining Blood»      | Ганнеман, Кінг | Ганнеман       | 4:14       |

Бонус треки перевидання 1998 року
| #   | Назва                       | Автор слів     | Автор музики   | Тривалість |
| --- | --------------------------- | -------------- | -------------- | ---------- |
| 11. | «Aggressive Perfector[I]»   | Ганнеман, Кінг | Ганнеман, Кінг | 2:30       |
| 12. | «Criminally Insane (Remix)» | Ганнеман, Кінг | Ганнеман, Кінг | 3:17       |

↑  Композиція «Aggressive Perfector» була коротшою і мала чистіше продюсування, ніж версія, що ввійшла до мініальбому Haunting the Chapel. Перевидання також виправило проблему з деякими CD, які неправильно відігрували початок «Raining Blood» в паузі «Postmortem» перед закінченням композиції.

## Учасники запису
| - Том Арая — бас, вокал - Джефф Ганнеман — соло і ритм-гітара - Керрі Кінг — соло і ритм-гітара, бек-вокал - Дейв Ломбардо — ударні | - Рік Рубін — продюсер - Ларрі Керролл (англ. Larry Carroll) — обкладинка альбому - Хові Вайнберг (англ. Howie Weinberg) — мастеринг - Енді Воллес (англ. Andy Wallace) — технік |

## Чарт
| Чарт (1986-1987)                | Найвища позиція |
| ------------------------------- | --------------- |
| Велика Британія UK Albums (OCC) | 47              |
| США Billboard 200               | 94              |

| Чарт (2006)                                  | Найвища позиція |
| -------------------------------------------- | --------------- |
| Ірландія Irish Albums (IRMA)                 | 80              |
| Велика Британія UK Rock & Metal Albums (OCC) | 9               |

| Чарт (2009)                     | Найвища позиція |
| ------------------------------- | --------------- |
| Японія Japanese Albums (Oricon) | 264             |

| Чарт (2022)                 | Найвища позиція |
| --------------------------- | --------------- |
| Польща Polish Albums (ZPAV) | 48              |

## Сертифікації
| Регіон | Сертифікація | Продажі  |
| --- | ------------ | -------- |
| Велика Британія (BPI)                                                                                            | Срібний      | 60 000   |
| США (RIAA) | Золотий      | 500 000^ |
| ^відвантаження, що базуються лише на сертифікаціях · продажі+прослуховування, що базуються лише на сертифікаціях |              |          |